# TANAX
株式会社TANAX（かぶしきがいしゃタナックス）は、包装・梱包資材、物流ソリューション、プロモーション支援を主力とする日本の製造業・サービス業企業である。
明治40年（1907年）の創業以来、クレダン®をはじめとする段ボール製品の開発・製造、近年では自動包装システム「Just fit BOX」や店頭DX支援、環境配慮型緩衝材など複数分野にまたがる取り組みを進めている。京都に本社を置き、全国に営業拠点と工場を有する。

## 概要
プロモーションプランニング、包装・梱包改善、物流ソリューションの3つの軸を中心に事業を手がけている。包装資材や梱包機器の製造販売を中核に、物流の効率化、販促支援など企業の業務プロセス全体を最適化するソリューションを提供。長年にわたり蓄積した梱包技術と全国ネットワークを活かし、企業のSCM改革やSDGs推進にも貢献している。

## 沿革
- 1907年 - 田中与助が個人創業。
- 1941年 - 田中知二が事業継承（戦時中は一時中断）。
- 1951年3月 - 株式会社タナカヤ設立。
- 1957年2月 - 片面段ボール専門工場として京都府宇治市に田中紙器株式会社を設立。
- 1962年8月 - クレダンを開発。
- 1964年8月 - クレダンの実用新案権取得。
- 1965年2月 - クレダンの特許を取得。
- 1968年10月 - 段ボール紙応用うちわ「御所うちわ」を開発、実用新案権を取得。
- 1969年12月 - 生花輸送用包装紙を開発、実用新案権取得。
- 1972年4月 - クレダン量産体制確立、日本初のペーパーディスプレイシステムを開発・商品化。
- 1972年8月 - 美粧ケースの本格生産開始。
- 1978年8月 - ペーパーディスプレイシステムの実用新案権取得。
- 1979年7月 - パタパタ（紙製うちわ）実用新案権取得。
- 1980年1月 - 米国ロサンゼルスに3T & ASSOCIATES, INC.を設立。
- 1998年1月 - 宇治田原工場竣工。
- 2000年4月 - 田中紙器の管理・製造部門を統合。
- 2001年3月 - 宇治田原工場 ISO14001認証取得。
- 2002年1月 - 田中慶治が代表取締役社長に就任。
- 2004年1月 - 本社工場を宇治田原工場に移転統合。
- 2004年10月 - 株式会社タナカヤを株式会社TANA-Xに商号変更。
- 2008年4月 - わらびの里株式会社設立。
- 2009年3月 - 独自環境配慮基準「ちゃんとエコ」導入。
- 2010年3月 - 「ちゃんとエコ」ラベル、環境省DBに登録。
- 2010年5月 - FSC CoC認証取得。
- 2011年10月 - ISO12647-2（カラーマネジメント）認証取得。
- 2012年10月 - オンデマンドシステム導入、香港に得納克司（香港）貿易有限公司設立。
- 2013年10月 - ISO9001（品質）認証取得。
- 2014年7月 - イタリアPANOTEC社の販売代理店となる。
- 2014年10月 - Just fit BOX販売開始、パタダン®製造・販売開始。
- 2015年4月 - ISO9001認証を全工場で取得。
- 2016年3月 - ISO9001認証を全社取得。
- 2016年6月 - ISO27001（情報セキュリティ）認証取得。
- 2017年4月 - 田中慶治が会長に、田中一平が社長に就任。
- 2018年2月 - 自動包装機TXP-600を開発。
- 2020年3月 - 最新印刷機「LITHRONE G44」導入。
- 2020年6月 - Connected Shelfをリコーと共同開発、TXP-600が日本MH大賞優秀賞受賞。
- 2022年6月 - 抗菌加工折り畳み段ボール新発売。
- 2022年8月 - WavePAC®販売開始（FSC認証紙使用）。
- 2023年11月 - ISO27701（プライバシー）認証取得（東京・大阪支店）。
- 2024年9月 - 株式会社TANA-Xを株式会社TANAXに商号変更。
- 2024年 - 国連グローバル・コンパクト加盟、ISO45001（労働安全）認証取得。
- 2025年6月 - デザイン性を重視した片面段ボール「CURUMO（くるも）」を発売

## 事業内容
TANAXは、以下のような製品・サービスを提供している。
- 段ボールケース、巻きダンボール（クレダン）
- 緩衝材、通い箱、化粧箱などの包装資材
- 梱包設計、製品保護コンサルティング
- 環境対応型パッケージ開発
- デジタル技術を活用したIT物流サービス（例：スマートパッケージ設計）

## 拠点
本社・支店・営業
- 本社（京都府京都市下京区五条通烏丸東入松屋町438番地）
- 東京支店（東京都品川区大崎1丁目6番1号 TOC大崎ビルディング20F）
- 大阪支店（大阪府大阪市北区中之島3丁目3番3号 中之島三井ビルディング18F）
- 札幌支店（北海道札幌市中央区大通西7丁目1番地1 井門札幌パークフロントビル10F）
- 仙台支店（宮城県仙台市青葉区花京院1丁目1番20号 花京院スクエア9F）
- 関東支店（埼玉県さいたま市大宮区吉敷町1丁目92番3号 至誠堂ビル3F）
- 名古屋支店（愛知県名古屋市千種区内山3丁目26番2号 名古屋董友ビル4F）
- 北陸支店（富山県富山市安住町2番14号 北日本スクエア北館5F）
- 関西支店（京都府京都市下京区五条通烏丸東入松屋町438番地 TANAXビル4F）
- 中四国支店（広島県広島市南区稲荷町2番16号 広島稲荷町第一生命ビルディング12F）
- 九州支店（福岡県福岡市博多区店屋町1番35号 博多三井ビルディング2号館7F）
- 熊本営業所（熊本県熊本市南区平田1丁目2番22号）

工場
- 本社工場（京都府綴喜郡宇治田原町岩山釜井谷1番15号 宇治田原工業団地内）
- 北海道工場（北海道三笠市岡山178番10号 三笠工業団地内）
- 仙台工場（宮城県仙台市宮城野区扇町1丁目6番13号）
- 東京利根工場（茨城県北相馬郡利根町大字大平3番地）
- 北陸工場（富山県魚津市三ケ227番73号 魚津企業団地内）
- 広島工場（広島県東広島市八本松飯田2丁目8番1号 磯松工業団地内）
- 九州工場（福岡県田川郡福智町赤池474番94号 赤池工業団地内）

## 社会的な取り組み
同社は環境配慮型素材の活用を進めており、リサイクル可能な段ボールの利用促進や脱プラ梱包の設計を進めている。また、物流業界の人手不足や出荷効率の課題に対し、IT技術を用いた支援も行っている。